# Jordstjärnstryffel
Jordstjärnstryffel (Radiigera flexuosa) är en svampart som beskrevs av L.S. Domínguez de Toledo och Castellano 1996. Jordstjärnstryffel ingår i släktet Radiigera och familjen jordstjärnor.
Arten är, eller har åtminstone varit, reproducerande i Sverige. Artens enda kända växtplats är på mälarön Röllingen i Enköpings kommun.
Inga underarter finns listade i Catalogue of Life.

## Historia
Jordstjärnstryffel rapporterades 1976 som ny art för Europa av den svenska mykologen Lars Erik Kers under namnet Radiigera atrogleba. Identiteten hos materialet har dock ifrågasatts och det beskrevs som en egen art, Radiigera flexuosa, av Domínguez de Toledo & Castellano under 1996.
Jordstjärnstryffel har endast påträffats några få gånger. Efter att den påträffades första gången på ön Röllingen i Mälaren 1974 har den därefter endast påträffats 1975, 1985, 1995, 2005 och 2007 (den övervintrad fruktkropp från 2006). Dessa fynd gjordes då på samma ö som det första fyndet.

## Kännetecken
Det är frågan om en marklevande buksvamp med fruktkroppar som utvecklas under jord. Fruktkropparna är del delvis frambrytande, men framför allt dolda. Fruktkropparna är cirka 2,5–4 cm i diameter och oregelbundet runda. Svampens fruktkropp är vitaktiga som färsk, men blir blekbrun med tiden.
När svampen mognar spricker fruktkroppen oregelbundet och blottar på så sätt det sporalstrande innanmätet som kallas gleba. Detta innanmäte är mörkt till färgen, och har en lukt som påminner om bläck.

## Ekologi
Enligt artdatabanken går mycket lite att säga säkert om jordstjärnstryffelns biologi och ekologi då den bara har påträffats på en växtplats i världen, Mälarön Röllingen utanför Enköping. Den växtplatsen karaktäriseras dock av en torr jordmån mestadels bestående av sand och grus, men med ett mullrikt ytskikt. Platsen är bevuxen med framför allt ask i olika ålder, och har därför även förnalager av löv och lövträdskvistar.
Växtplatsen skiljer sig även från närliggande platser då den har en högre mullhalt, och den kan historiskt ha använts som till exempel kompost eller gödselstack av det närliggande, och sedan länge rivna, torpets invånare.
Möjligen kan även Mälardalens generellt sett torra och varma klimat vara av betydelse för svampens möjlighet att överleva.

## Utbredning
Jordstjärnstryffel har av vad som hittills (2025) är känt endast en växtplats i världen, inom ett område som sedan 1992 är naturreservat och sedermera även Natura 2000-område, på ön Röllingen, Enköpings kommun, i Mälaren. Växtplatsen mäter cirka 10 kvm och ligger på öns norrsida invid ett gammalt torp som revs i början av 1900-talet.
Enligt artdatabanken är det sannolikt att arten finns eller har funnits på andra platser också, och dessa antas likna den kända växtplatsen.

## Status
Arten har status akut hotad i artdatabanken sedan åtminstone 2007. Det kan dock inte uteslutas att arten är utrotad.